# DJ-Battle
Ein DJ-Battle ist ein musikalischer Wettstreit unter DJs. Vor einer Jury namhafter Produzenten und DJs führen die Teilnehmer vor, wie gut sie Scratchen, Beatjuggling und andere Techniken des Turntablism beherrschen. Diese Art Wettkampf, auch Competition genannt, ist typisch für die Hip-Hop-Szene und findet sich ähnlich auch bei Breakern und Rappern.
Seltener sieht man auch auf Wordplays, also das Zusammensetzen von Wortsamples zu Sätzen, spezialisierte DJs. Des Weiteren führen einige auch artistische Kunststücke, genannt Body moves, auf. DJs, die sich vorrangig dieser Art von Wettbewerb widmen, nennt man Battle-DJs.
National und international werden große DJ-Battles organisiert und von Unternehmen wie Vestax oder Technics gesponsert. Bekannt sind beispielsweise die DMC- und ITF-Meisterschaften. Nebenher hat sich eine über Webforen und Chat-Programme organisierte Community gebildet, die ihre Musik austauscht.
Zu unterscheiden sind DJ-Battles von den in Reggae und Dancehall populären Soundclashes, bei denen zwar auch DJs (als Teil von Soundsystems) gegeneinander antreten, wo aber statt Turntablism die Auswahl der gespielten Stücke entscheidend ist.
Bekannte deutsche Battles sind beispielsweise die DMC´s Germany oder das Wizard of Ahhh.
Internet Battles finden auf www.scratchdj.de statt.